# Wydział Inżynierii Lądowej Politechniki Krakowskiej
Wydział Inżynierii Lądowej Politechniki Krakowskiej (WIL PK) – jeden z największych i najstarszych wydziałów Politechniki Krakowskiej kształcący w systemie studiów: stacjonarnym i niestacjonarnym (I, II oraz w Szkole Doktorskiej Politechniki Krakowskiej) na kierunkach:
- Studia stacjonarne I stopnia:
  - budownictwo (w języku polskim)
  - budownictwo (w języku angielskim)
  - gospodarka przestrzenna (kierunek międzywydziałowy)
  - inżynieria czystego powietrza (kierunek międzywydziałowy)
  - transport i logistyka (w języku polskim)
- Studia stacjonarne II stopnia:
  - budownictwo (w języku polskim)
  - budownictwo (w języku angielskim)
  - gospodarka przestrzenna (kierunek międzywydziałowy),
  - transport i logistyka
- Studia niestacjonarne I stopnia:
  - budownictwo
  - transport i logistyka
- Studia niestacjonarne II stopnia:
  - budownictwo
  - transport i logistyka

Wydział posiada nowoczesną i zmodernizowaną bazę laboratoriów, w tym Małopolskie Laboratorium Budownictwa Energooszczędnego i Laboratorium Aerodynamiki Środowiskowej. Na wydziale działa Rada Przedsiębiorców – grupa przedstawicieli czołowych firm związanych z budownictwem i transportem, mająca istotny wpływ na kształtowanie programów studiów. WIL posiada szeroki wachlarz działalności naukowo-badawczej, prowadzi także współpracę z podmiotami gospodarczymi i instytucjami samorządowymi. W ramach programu Erasmus wydział współpracuje z 90 uczelniami na całym świecie.

## Historia wydziału[4]
Dzień 5.10.1945 r., to data początku funkcjonowania wydziału. Powołany dekretem z dnia 6.09.1946 r. Wydział Inżynierii, jako jeden z kilku Wydziałów Politechnicznych przy Akademii Górniczej, posiadał 3 oddziały – lądowy, wodny i geodezyjny. Powołana uchwałą Rady Ministrów z dnia 7.07.1954 r. Politechnika Krakowska zawierała m.in. Wydział Budownictwa Lądowego, od którego odłączono oddział wodny i geodezyjny, tworząc z nich Wydział Budownictwa Wodnego. Wydział Budownictwa Lądowego kształcił wówczas 840 studentów. W roku 1970, w wyniku reorganizacji uczelni, nastąpiła istotna zmiana także w organizacji wydziału. W miejsce zlikwidowanych katedr, ze stanowiących je zespołów utworzono instytuty. Taka struktura istnieje do dziś z tym, że w strukturze instytutów istnieją katedry i zakłady. Ponadto na wydziale powołane zostały także samodzielne zakłady.
W 1987 r. wydział po raz kolejny zmienił swą nazwę na Wydział Inżynierii Lądowej.

## Główne kierunki działalności naukowo-badawczej[5]
- pomiary zużycia nośników energii w budynku przy zastosowaniu wybranych technologii i instalacji, badania wpływu systemów ogrzewania, chłodzenia i wentylacji pomieszczeń na parametry komfortu użytkowania, pomiary komfortu cieplnego i akustycznego w pomieszczeniach,
- pomiary charakterystyk cieplnych badanych przegród budowlanych, badania i modelowanie wewnętrznych zysków ciepła od promieniowania słonecznego przez przegrody przeźroczyste i nieprzeźroczyste do pomieszczeń,
- badanie wpływy automatyki, układów regulacji i inteligentnego sterowania na zużycie energii i jakość klimatu wewnętrznego,
- sposoby szacowania kosztów eksploatacji poszczególnych systemów w kontekście przewidywanych kosztów inwestycyjnych na badane technologie, modelowanie i symulacje dynamiczne efektywności energetycznej budynków energooszczędnych z wykorzystaniem specjalistycznych programów komputerowych,
- fizyka budowli, projektowanie budynków energooszczędnych, niekonwencjonalne źródła energii do ogrzewania budynków,
- projektowanie i eksploatacja budowli nowej generacji (tzw. budowli inteligentnych) i automatyczne sterowanie budowlą,
- problemy z zakresu inżynierii materiałów budowlanych, doskonalenie metodyki badana materiałów i konstrukcji budowlanych i, trwałość materiałów i konstrukcji budowlanych, ochrona przed korozją, nowe technologie realizacji konstrukcji, wzmocnienie i rekonstrukcja budowli, technologia betonu i prefabrykacji, betonowe konstrukcje sprężone, konstrukcje żelbetowe,
- modelowanie komputerowe betonu i żelbetu, konstrukcje murowe i drewniane, konstrukcje zespolone i prefabrykowane, probabilistyczne metody projektowania, konstrukcje metalowe, teoria projektowania mostów i tuneli,
- inżynieria ruchu obejmująca: badania procesów ruchu, analizy przepustowości dróg i skrzyżowań, bezpieczeństwo ruchu i infrastruktury transportowej, ochronę środowiska w transporcie, podstawy i doskonalenie metod projektowania infrastruktury transportowej,
- planowanie systemów komunikacyjnych, w tym studia techniczno-ekonomiczne korytarzy transportowych, planowanie sieci transportowych, miejska komunikacja zbiorowa, transport lotniczy,
- budownictwo drogowe i kolejowe z uwzględnieniem problemów technologii i mechaniki nawierzchni drogowej, kolejowej oraz lotniskowej,
- statyka i dynamika budowli z uwzględnieniem wpływów sejsmicznych i parasejsmicznych oraz obciążeń wiatrem,
- mechanika materiałów sprężystych, lepkich, plastycznych z uwzględnieniem zagadnień zniszczenia lub kontaktu,
- metody obliczeniowe w teorii konstrukcji i mechanice materiałów, wykorzystanie metod sztucznej inteligencji w mechanice konstrukcji, komputerowe symulacje i wspomaganie procesu projektowania konstrukcji,
- formułowanie i rozwiązywanie zagadnień optymalnego kształtowania i sterowania konstrukcji,
- systemy informacyjne, grafika komputerowa i modelowanie w budownictwie,
- zarządzanie infrastrukturą transportowa, systemy sterowania ruchem, niezawodność i bezpieczeństwo w transporcie lotniczym, eksploatacja lotnisk,
- kierowanie firmami transportowymi i logistycznymi, projektowanie inteligentnych systemów transportowych, zastosowanie telematyki w ruchu drogowym, systemy logistyki miejskiej,
- organizacja i zarządzanie procesami budowlanymi, symulacje metody normowania procesów budowlanych, kierowanie podmiotami gospodarczymi, zarządzanie finansami i zasobami ludzkimi, kształtowanie strategii i polityki rynkowej, kształtowanie kosztów w cyklu życia obiektów budowlanych (LCC); BIM – modelowanie informacji o budynku (3D – projektowanie; 4D – czas; 5D – koszt; 6D – użytkowanie).

## Struktura organizacyjna[6]
- Katedra Konstrukcji Żelbetowych i Sprężonych
- Katedra Inżynierii Materiałów Budowlanych
- Katedra Konstrukcji Mostowych, Metalowych i Drewnianych
- Katedra Budownictwa Ogólnego i Fizyki Budowli
- Katedra Dróg, Kolei i Inżynierii Ruchu
- Katedra Systemów Transportowych
- Katedra Zarządzania w Budownictwie
- Katedra Mechaniki Budowli i Materiałów
- Katedra Geotechniki i Wytrzymałości Materiałów
- Katedra Technologii Informatycznych w Inżynierii
- Centrum Certyfikacji Budowlanej
- Laboratorium Badawcze Materiałów i Konstrukcji Budowlanych
- Małopolskie Laboratorium Budownictwa Energooszczędnego
- Laboratorium Inżynierii Wiatrowej
- Laboratorium Drgań Budowli[7]

## Dziekani wydziału[8]

### Wydział Inżynierii Lądowej i Wodnej (1945 – 1953)
- Edmund Wilczkiewicz (1945/46)
- Marian Kamieński (1946/47)
- Włodzimierz Roniewicz (1947/48 – 1951/52)
- Mieczysław Wrona (1952/53)

### Wydział Budownictwa Lądowego Politechniki Krakowskiej (1954 – 1984)
- Bronisław Kopyciński (1953/54 – 1955/56)
- Michał Fuksa (1956/57 – 1957/58)
- Kazimierz Sokalski (1958/59 – 1964/65)
- Jan Wątorski (1965/66 – 1967/68)
- Stefan Piechnik (1968/69 – 1972/73)
- Krzysztof Piwowarski (1973/74 – 1977/78)
- Władysław Muszyński (1978/79 – 1983/84)

### Wydział Inżynierii Lądowej Politechniki Krakowskiej (1985 – obecnie)
- Stefan Piechnik (1984/85 – 1989/90)
- Antoni Stachowicz (1990/91 – 1995/96)
- Kazimierz Furtak (1996/97 – 2001/02)
- Jacek Śliwiński (2002/03 – 2007/08)
- Tadeusz Tatara (2008/09 – 2016/17)
- Andrzej Szarata (2016/17 – 2023)
- Lucyna Domagała (2023 – obecnie)

## Władze (kadencja 2021–2024)[9]
- dr hab. inż. Lucyna Domagała, prof. PK – dziekan
- dr hab. inż. Dorota Jasińska, prof. PK – prodziekan
- dr inż. Iga Rewers – prodziekan
- dr inż. Marcin Tekieli – prodziekan
- dr inż. Piotr Woźniczka – prodziekan

## Koła naukowe
Wydział Inżynierii Lądowej
- Koło Naukowe Inżynierii Materiałów Budowlanych Footprint
- Koło Naukowe Konstrukcji Żelbetowych CONKRET
- Koło Naukowe Konstrukcji Mostowych
- Koło Naukowe Dróg Kolejowych
- Koło Naukowe Geologów KWARC
- Koło Naukowe Mechaniki Budowli
- BIMcepcja Koło Naukowe Zastosowań Informatyki
- Koło Naukowe Transportu TRANSIT
- Koło Naukowe Organizacji Budownictwa
- Koło Naukowe Budownictwa Innowacyjnego InBud
- Koło Naukowe Konstrukcji Drewnianych i Innych Surowców Tradycyjnych "Korniki"
- Koło Naukowe ECOPOWER
- Koło Naukowe Drogowców WIRAŻ
- Koło Naukowe Konstrukcji Metalowych „Metalowcy”
- Interdyscyplinarne Koło Naukowe (WIL PK - wydział wiodący) Koło Naukowe FutureLab 3D Masters